# 防衛計画の大綱
防衛計画の大綱（ぼうえいけいかくのたいこう）は、日本における安全保障政策の基本的指針。かつては国防会議あるいは安全保障会議を経て、現在は国家安全保障会議を経て閣議決定される。
概ね10年後までを念頭に置き、中長期的な視点で日本の安全保障政策や防衛力の規模を定めた指針で、これに基づいて5年ごとの具体的な政策や装備調達量を定めた中期防衛力整備計画（中期防）が策定される。略称は防衛大綱（ぼうえいたいこう）。また、各大綱は制定時の年度を基に○○大綱とも通称される。情勢に重要な変化が生じた場合はその都度改訂されることがあり、必要がなければ10年経っても改訂されないこともある。
『防衛計画の大綱』としては2019年12月に閣議決定された「平成31年度以降に係る防衛計画の大綱について（30大綱）」が最後となり、2022年12月16日、『防衛計画の大綱』を代替して新たに策定された『国家防衛戦略（こっかぼうえいせんりゃく）』が閣議決定された。

## 防衛計画の大綱の経緯

### 最初の策定までの経緯
当初、防衛計画の大綱は1957年（昭和32年）の国防の基本方針の制定と同時に策定されるはずだったが、当時の防衛をめぐる国論の分裂状況により放置され、代わりに防衛力整備計画が進められることとなった。
しかし、世論は、第2次防衛力整備計画で総額1兆1,635億円、第3次防衛力整備計画で2兆3,400億円、第4次防衛力整備計画で4兆6,300億円のペースで増加し続ける防衛費に不安感を抱き、自衛隊内部でも正面装備優先で後方装備の遅れを指摘する声が上がり、1972年（昭和47年）から始まった第4次防衛力整備計画では、オイルショックとインフレーションによる大不況の影響を受け、1976年（昭和51年）度予算時点での計画の未達成が確実であり、従来の防衛力整備計画では長期的見通しも立てられなくなっていた。

### 昭和52年度以降に係る防衛計画の大綱について（51大綱）
このような情勢下で、三木内閣改造内閣は、ポスト4次防では期間計画方式から単年度計画方式に変更し5次防は策定しないとし、代わりに防衛計画の大綱を定めることとした。1976年（昭和51年）10月29日に「昭和52年度以降に係る防衛計画の大綱」が国防会議および閣議で決定され、坂田道太防衛庁長官が発表した。
これは、周辺国の軍事力に対応して所要の防衛力を整備していた従来の防衛力整備計画を改め、「平和時の防衛力の限界」の上限を示す必要最小限の防衛力、すなわち「基盤的防衛力」を明示するものだった。それまでの4次にわたる防衛力整備計画では正面装備に重点が置かれ、後方支援部門の整備は停滞したままであったためこれの是正や、世論及び経済情勢などを考慮して拡大し続ける防衛力に一定の目安を示す事となった。なお、これに対して制服組は有事即応の度合いが低下するとして不満があった。
また閣議決定の同日、経費に関する細部指針が決定され、これがGNP比1％枠となった。1977年（昭和52年）度から1979年（昭和54年）度までは単年度方式であったが、重視すべき事業に関して長期的視野に基づいた計画が求められ、防衛庁内に限る計画として1977年（昭和52年）4月に「防衛諸計画の作成等に関する訓令」が制定され、1980年（昭和55年）度以降に係る中期業務見積りが策定された。1985年（昭和60年）9月に中期業務見積りは中期防衛力整備計画として発展的解消し、防衛庁内に限る計画から政府の正式計画に格上げされた（後述）。
大綱は以下の6項目からなる。
目的・趣旨
- 平時においては「十分な警戒体制」をとり、有事においては「限定的かつ小規模な侵略」までに有効に対処しえるを目標にし、またその防衛力を持って「災害派遣等」を通じて民生安定に寄与するように配慮する。

国際情勢
防衛の構想
- 未然抑止については「いかなる態様の侵略にも対処しうる防衛体制」を構築し侵略を抑止、核兵器の脅威についてはアメリカ合衆国に依存するとした。
- 侵略対処については「極力早期にこれを排除する」とし、短期決戦・早期排除を日本防衛の戦略方針、軍事ドクトリンとした。
- 更に「限定的かつ小規模な侵略」に対しては独力排除を原則とし、それ以上の規模については「米国の協力」をもって排除するとし、独力では短期決戦、アメリカ共同では攻勢防御による早期排除をドクトリンとした。つまりアメリカ軍増援が到着するまでは自衛隊が一定期間持久することを前提としている。但し、アメリカ軍の到着が遅れた場合や二正面作戦になった場合「強靭な抵抗」をもって持久戦があり得ると想定した。

防衛の態勢
上記においての「限定的かつ小規模な侵略」に対処できる防衛力に必要な6つの態勢を明示。
- 「警戒のための態勢」　警戒監視、情報収集など
- 「間接侵略、軍事力を以ってする不法行為等に対する態勢」　ゲリラ・コマンド、騒擾および領空侵犯など
- 「直接侵略に対する態勢」　限定小規模侵略やそれ以上の規模
- 「指揮通信及び後方支援の態勢」　中央と各自衛隊の指揮通信システム、輸送や整備などの兵站活動など
- 「教育訓練の態勢」　自衛官の教育訓練や部隊練成など
- 「災害救援の態勢」

陸海空自衛隊の体制
- 上記の防衛の態勢を実現するための所要兵力、いわゆる「基盤的防衛力」を定めたもの。

防衛力整備上の方針

### 平成8年度以降に係る防衛計画の大綱について（07大綱）
1995年（平成7年）11月28日に安全保障会議および村山内閣の閣議で決定され、旧大綱は同年度限りで廃止された。約20年ぶりとなる改定では、冷戦終結など国際環境の変化に対応し、
- 基盤的防衛力構想の踏襲
- 日米安保が地域の平和と安定に寄与していることの再確認
- 大規模災害など各種事態への対処と安全保障環境の構築への貢献

を基本的考えとして、防衛力の見直しが図られる。規模はコンパクトに、質的にはハイテク化・近代化を、更に弾力的運用を目指す事となり、即応予備自衛官制度が設けられた。

### 平成17年度以降に係る防衛計画の大綱について（16大綱）
2004年（平成16年）12月10日に安全保障会議および第2次小泉改造内閣の閣議で決定され、旧大綱は同年度限りで廃止された。
約10年ぶりとなる改定では、大量破壊兵器の拡散や国際的テロリズムの激化など、前回の改定に比して国際環境の変化に応じ、抑止重視から対処重視に転換し、国際貢献活動を主体的・積極的に取り組めるよう基本任務に含まれる事が明示された。本格的な侵略事態の可能性は低いと判断され、冷戦型の侵攻への対処能力は縮小させるが、基盤的防衛力は維持を行うとした。また、防衛力の役割として、弾道ミサイルや特殊部隊・工作船による攻撃への対処、島嶼部侵攻への対応、大規模災害救援等も見据えている。
このような新脅威や多様な事態に対し、即応性、機動性、多目的性を備え、統合運用能力・情報機能を強化した防衛力を整備する事となる。これに伴い、2006年（平成18年）12月に海外派遣を通常任務とする改正防衛庁設置法・自衛隊法が成立し、防衛庁は防衛省に昇格した。

### 平成23年度以降に係る防衛計画の大綱について（22大綱）
2009年（平成21年）、政権与党の自由民主党が、核実験や弾道ミサイル発射実験を行う北朝鮮、航空母艦建造を行っている軍拡著しい中華人民共和国、軍事力が復調傾向にあるロシアや、増加する国際平和協力任務に、現状の軍縮体制では対応しきれないとして、「平成22年度以降に係る防衛計画の大綱」についての提言案を政府に提出した。提言案には、防衛費縮減の撤回、陸上総隊の新設、武器輸出三原則の見直し、集団的自衛権の解釈変更などが盛り込まれていたが、同年8月の第45回衆議院議員総選挙において自民党が大敗し、民主党政権が誕生した事により頓挫した。
新政権発足当初の2009年（平成21年）9月、鳩山由紀夫内閣は防衛大綱の改訂作業に積極姿勢を示し、年内の改定を目指して防衛省内で作業が始まったが、わずか3週間後の同年10月9日に改訂を翌年末まで1年先送りすると発表し同月16日に正式決定した。
2010年（平成22年）2月18日、鳩山首相は自身が主催する「新たな時代の安全保障と防衛力に関する懇談会」の初会合において、新防衛大綱の策定に関し「タブーのない議論をしてほしい」と要望した。北沢防衛相は懇談会において「装備産業の基盤整備をどう図るか議論してほしい」と武器輸出三原則の見直しを要望したことを明らかにし、これが新防衛大綱に反映される予定だったが、同年6月に普天間基地移設問題等の不手際により鳩山由紀夫内閣が瓦解し、継いだ菅第1次改造内閣も同年9月の尖閣諸島中国漁船衝突事件等での不手際から支持率が急落し、社民党の協力なしには国会運営が不可能になると、社民党に配慮して武器輸出三原則の見直しの防衛大綱への記述は見送られることになった。
2010年（平成22年）12月17日に安全保障会議ならびに閣議で新大綱が決定し、旧大綱は同年度限りで廃止されることになった。新大綱では、従来の日本列島に均等に防衛力を配備する冷戦型の「基盤的防衛力」の方針が廃止され、新たに南西諸島方面への中国人民解放軍海軍の進出や北朝鮮の弾道ミサイル、国際テロリズムに機動的・実効的に対応できるよう「動的防衛力」の方針が打ち出された。また、武器輸出三原則の見直しの記述の見送りに加えて、自民党提言案にあった陸上総隊の新設と集団的自衛権の解釈変更の記述も見送られた。武器輸出三原則については、2011年（平成23年）12月27日に行われた藤村修官房長官による談話によって緩和された。
2012年（平成24年）12月の第46回衆議院議員総選挙にて民主党は敗北。代わって政権の座に就いた自民党の安倍内閣は、2013年（平成25年）1月25日に、現行の防衛計画の大綱の凍結と、現行の中期防衛力整備計画の廃止を決定し、これに変わる新大網の策定を目指すこととなった。

### 平成26年度以降に係る防衛計画の大綱について（25大綱）
2013年（平成25年）12月17日に国家安全保障会議および第2次安倍内閣の閣議で決定され、旧大綱は同年度限りで廃止された。自由民主党にとり政権奪還後の最初となる大綱の改訂であり、従来のものと比べ大幅に変更が加えられている。
北朝鮮の最高指導者が金正恩に交代したことに伴う情勢変化、中華人民共和国による東シナ海と尖閣諸島周辺海域や南シナ海への海洋進出（2013年11月23日の中国の一方的な防空識別圏の拡大も含む）により日本周辺の国際情勢は急速に悪化しつつあった。ロシアも軍改革と近代化を推進し、活動を活発化させる傾向にあった。一方、東アジアにおいて大きなプレゼンスを維持していたアメリカ合衆国はアジア太平洋地域に重点を置くとしつつも、財政上の問題から地域配備部隊の再編成に着手していた。
技術面においても精密誘導兵器関連技術、無人化技術、ステルス技術、ナノテクノロジーなどは進歩し、かつ拡散する傾向にあった。
国内にあっては東日本大震災後の災害対策、都市に集中する人口・産業・情報基盤や、原子力発電所をはじめとする重要施設が多数存在することによる安全保障上の脆弱性を抱えていた。
これらの要素を踏まえ、25大綱では日本一国のみならず諸外国とともに軍事・非軍事分野を問わず連携・協調をより一層推進することにした。国際協調主義に基づく積極的平和主義の下で従来と異なるより積極的な安全保障体制を構え、積極的な国際平和活動を行い、平素からの高い質と量が伴う即応性と能力を整備しつつ更に日米同盟の強化を図ることにした。また、アジア太平洋地域に対しても積極的に安全保障協力を推進し、新たな枠組みによる多国間の相互連携を目指すこととした。国際協力体制については、欧州連合（EU）、北大西洋条約機構（NATO）、欧州安全保障協力機構（OSCE）ならびにイギリスおよびフランスをはじめとする欧州諸国との協力を一層強化すると明示された。
以上の目標を実現すべく動的防衛力に替わり「統合機動防衛力」が打ち出された。急激に変化しつつある日本の安全保障環境を背景に、25大綱では、近年削減傾向にあった陸上自衛隊の人員増が認められ、陸上防衛力の南西諸島方面での警戒および展開能力の向上を図り、監視体制を始めとする海上および航空防衛力を増強し、これらを有機的に活用するべく統合運用が一層推進されることになる。また、国内の防衛産業基盤の維持や国際共同での防衛装備の研究開発や調達などを念頭に入れつつ武器輸出三原則の見直しも検討される。

## 防衛計画の大綱における別表
| 自衛隊 | 配備             | 51大綱 昭和52年（1977年）度～ | 07大綱 平成8年（1996年）度～ |
| ------ | ---------------- | --- | --- |
| 陸上   | 編成定数         | 18万人 | 16万人 （常備自衛官定数 14万5千人） （即応予備自衛官員数 1万5千人）                                                                            |
| 陸上   | 機動運用部隊     | 1個機甲師団 1個特科団 1個空挺団 1個教導団 1個ヘリコプター団                                                                           | 1個機甲師団 1個空挺団 1個ヘリコプター団 |
| 陸上   | 地域配備部隊     | 12個師団 2個混成団 | 8個師団 6個旅団 |
| 陸上   | 地対空誘導弾部隊 | 8個高射特科群 | 8個高射特科群 |
| 陸上   | 主要装備         | ※51大綱では記載なし （戦車 約1200両） （主要特科装備 約1000門/両）                                                                    | 戦車 約900両 主要特科装備 約900門/両 |
| 海上   | 基幹部隊         | 4個護衛隊群（機動運用） 10個護衛隊（地方隊配備） 6個潜水隊 2個掃海隊群 哨戒機 16個隊                                                  | 4個護衛隊群（機動運用） 7個護衛隊（地方隊配備） 6個潜水隊 1個掃海隊群 哨戒機 13個隊                                                            |
| 海上   | 主要装備         | 護衛艦 約60隻 潜水艦 16隻 作戦用航空機 約220機                                                                                        | 護衛艦 約50隻 潜水艦 16隻 作戦用航空機 約170機                                                                                                 |
| 航空   | 基幹部隊         | 航空警戒管制 28個警戒群 1個飛行隊 要撃戦闘 10個飛行隊 支援戦闘 3個飛行隊 航空偵察 1個飛行隊 航空輸送 3個飛行隊 地対空誘導弾 6個高射群 | 航空警戒管制 8個警戒群 20個警戒隊 1個飛行隊 要撃戦闘 9個飛行隊 支援戦闘 3個飛行隊 航空偵察 1個飛行隊 航空輸送 3個飛行隊 地対空誘導弾 6個高射群 |
| 航空   | 主要装備         | 作戦用航空機 約430機 | 作戦用航空機 約400機 （戦闘機 約300機） |

| 自衛隊   | 配備                          | 16大綱 平成17年（2005年）度～ | 22大綱 平成23年（2011年）度～ | 25大綱 平成26年（2014年）度～ | 30大綱 平成31年（2019年）度～ |
| -------- | ----------------------------- | --- | --- | --- | --- |
| 共同部隊 | サイバー防衛部隊 海上輸送部隊 | ※30大綱より記載。 | ※30大綱より記載。 | ※30大綱より記載。 | 1個防衛隊 1個輸送群 |
| 陸上     | 編成定数                      | 15万5千人 （常備自衛官定数 14万8千人） （即応予備自衛官員数 7千人） | 15万4千人 （常備自衛官定数 14万7千人） （即応予備自衛官員数 7千人）                                                                                                  | 15万9千人 （常備自衛官定数 15万1千人） （即応予備自衛官員数 8千人）                                                                                | 15万9千人 （常備自衛官定数 15万1千人） （即応予備自衛官員数 8千人） |
| 陸上     | 機動運用部隊                  | 1個機甲師団 中央即応集団 | 1個機甲師団 中央即応集団 | 3個機動師団 4個機動旅団 1個機甲師団 1個空挺団 1個水陸機動団 1個ヘリコプター団                                                                      | 3個機動師団 4個機動旅団 1個機甲師団 1個空挺団 1個水陸機動団 1個ヘリコプター団 |
| 陸上     | 地域配備部隊                  | 8個師団 6個旅団 | 8個師団 6個旅団 | 5個師団 2個旅団 | 5個師団 2個旅団 |
| 陸上     | 地対艦誘導弾部隊              | ※22大綱より記載 | 5個地対艦ミサイル連隊 | 5個地対艦ミサイル連隊 | 5個地対艦ミサイル連隊 |
| 陸上     | 島嶼防衛用 高速滑空弾部隊     | ※30大綱より記載。 | ※30大綱より記載。 | ※30大綱より記載。 | 2個高速滑空弾大隊 |
| 陸上     | 地対空誘導弾部隊              | 8個高射特科群 | 7個高射特科群/連隊 | 7個高射特科群/連隊 | 7個高射特科群/連隊 |
| 陸上     | 弾道ミサイル 防衛部隊         | ※30大綱より記載。 | ※30大綱より記載。 | ※30大綱より記載。 | 2個弾道ミサイル防衛部隊 |
| 陸上     | 主要装備                      | 戦車 約600両 主要特科装備 約600門/両 | 戦車 約400両 火砲 約400門/両 | ※25大綱では記載なし （戦車 約300両） （火砲 約300門/両）                                                                                           | ※30大綱では記載なし （戦車 約300両） （火砲 約300門/両） |
| 海上     | 基幹部隊                      | 4個護衛隊群（機動運用・8個護衛隊） 5個護衛隊（地域配備） 4個潜水隊 1個掃海隊群 哨戒機 9個隊                                                                             | 4個護衛隊群（機動運用・8個護衛隊） 4個護衛隊（機動運用） 6個潜水隊 1個掃海隊群 哨戒機 9個隊                                                                          | 4個護衛隊群（機動運用・8個護衛隊） 6個護衛隊（機動運用） 6個潜水隊 1個掃海隊群 哨戒機 9個隊                                                        | 4個護衛隊群（機動運用・8個護衛隊） 2個護衛艦・掃海艦艇部隊群（13個隊） 6個潜水隊 哨戒機 9個隊                                                                                                  |
| 海上     | 主要装備                      | 護衛艦 47隻 潜水艦 16隻 作戦用航空機 約150機 | 護衛艦 48隻 潜水艦 22隻 作戦用航空機 約150機 | 護衛艦 54隻 潜水艦 22隻 作戦用航空機 約170機 | 護衛艦 54隻 潜水艦 22隻 哨戒艦 12隻 作戦用航空機 約190機 |
| 航空     | 基幹部隊                      | 航空警戒管制 8個警戒群 20個警戒隊 1個警戒 航空隊（2個飛行隊） 戦闘任務 12個飛行隊 航空偵察 1個飛行隊 航空輸送 3個飛行隊 空中給油・輸送 1個飛行隊 地対空誘導弾 6個高射群 | 航空警戒管制 4個警戒群 24個警戒隊 1個警戒航空隊(2個飛行隊) 戦闘任務 12個飛行隊 航空偵察 1個飛行隊 航空輸送 3個飛行隊 空中給油・輸送 1個飛行隊 地対空誘導弾 6個高射群 | 航空警戒管制 28個警戒隊 1個警戒航空隊(3個飛行隊) 戦闘任務 13個飛行隊 航空偵察 - 航空輸送 3個飛行隊 空中給油・輸送 2個飛行隊 地対空誘導弾 6個高射群 | 航空警戒管制 28個警戒隊 1個警戒航空団(3個飛行隊) 戦闘任務 13個飛行隊 航空偵察 - 航空輸送 3個飛行隊 空中給油・輸送 2個飛行隊 地対空誘導弾 4個高射群 宇宙領域専門部隊 1個隊 無人機部隊 1個飛行隊 |
| 航空     | 主要装備                      | 作戦用航空機 約350機 （戦闘機 約260機） | 作戦用航空機 約340機 （戦闘機 約260機） | 作戦用航空機 約360機 （戦闘機 約280機） | 作戦用航空機 約370機 （戦闘機 約290機） |

※　2022年12月に策定された「国家防衛戦略」には別表は存在しない。

## 中期業務見積もり
1977年（昭和52年）度以降に係る防衛計画大綱が示されて以降、防衛力整備は期間計画方式から単年度計画方式に変更されたが、主要事業に関しては5年程度の防衛予算の見積もりが必要とされ、防衛庁内部の参考との位置づけで、1978年（昭和53年）に1980年（昭和55年）度以降を対象とした「五三中期業務見積り」が初めて策定された。
以後、3年に1度の見直しを図るとして、1981年（昭和56年）に「五六中期業務見積もり」が、1984年（昭和59年）に「五九中期業務見積もり」が策定された。この「五九中期業務見積もり」において、1986年（昭和61年）度以降に係る5年程度の防衛予算の見積もりを防衛庁内の参考から正式な政府計画に格上げし、新たに中期防衛力整備計画とすることが決定された。

## 中期防衛力整備計画
中期防衛力整備計画は、防衛庁内部の参考でしかなかった中期業務見積もりを廃止して、正式な政府計画として発展させたものである。計画は5ヶ年で進められ3年目に見直しが図られる事となる。
1985年（昭和60年）9月18日に国防会議および閣議で最初の 中期防衛力整備計画 (1986)が策定され、継いで中期防衛力整備計画 (1991) 、中期防衛力整備計画 (1996)、中期防衛力整備計画 (2001)、中期防衛力整備計画 (2005)、中期防衛力整備計画 (2011)、中期防衛力整備計画 (2014)、中期防衛力整備計画 (2019)が策定された。
令和4年には中期防衛力整備計画を代替して防衛力整備計画が策定された。